# Iod-125
Iod-125 (125I) este un radioizotop de iod, care are utilizări în teste biologice, imagistica medicina nucleara si in radioterapie ca brahiterapie pentru a trata o serie de condiții, inclusiv cancerul de prostată, melanom uveal, și tumori cerebrale. Este al doilea radioizotop cu cea mai lungă durată de iod, după iod-129.
Timpul său de înjumătățire este de 59,49 zile și se descompune prin captarea electronilor la o stare excitată de telur-125. Această stare nu este metastabil 125mTe, ci mai degrabă o stare de energie mai mică, care se descompune imediat prin dezintegrare gamma cu o energie maximă de 35 keV. O parte din excesul de energie al excitat 125Te pot fi convertite intern electroni ejectate (de asemenea, la 35 keV), sau la raze X (de la bremsstrahlung electroni), și, de asemenea, un total de 21 de electroni Auger, care sunt produse la energiile scăzute de 50 la 500 de electroni volți. [2] În cele din urmă, starea stabilă a solului 125Te este produsă ca produs final de descompunere.
În aplicațiile medicale, conversia internă și electronii Auger provoacă mici daune în afara celulei care conține atomul izotop. Razele X și gamma sunt de energie suficient de scăzută pentru a furniza o doză mai mare de radiații selectiv țesuturilor din apropiere, în brahiterapia "permanentă" unde capsulele izotopice sunt lăsate în loc (125I concurează cu paladiu-103 în astfel de utilizări). [3]
Datorită timpului de înjumătățire relativ lung și emisiei de fotoni cu consum redus de energie, care pot fi detectați de detectoarele de cristale gamma, 125I este un izotop preferat pentru etichetarea anticorpilor în radioimunoazie și în alte proceduri de numărare gamma care implică proteine din afara corpului. Aceleași proprietăți ale izotopului îl fac util pentru brahiterapie și pentru anumite proceduri de scanare a medicamentelor nucleare, în care este atașat la proteine (albumină sau fibrinogen) și în cazul în care un timp de înjumătățire mai lung decât cel furnizat de 123I este necesar pentru testele de diagnostic sau de laborator care durează câteva zile.
Iodul-125 poate fi utilizat în scanarea/imagistica tiroidei, dar iodul-123 este preferat în acest scop, datorită unei mai bune pătrunderi a radiațiilor și a unui timp de înjumătățit mai scurt (13 ore). 125I este util pentru testarea ratei de filtrare glomerulară (GFR) în diagnosticarea sau monitorizarea pacienților cu boală renală. Iodul-125 este utilizat terapeutic în tratamentele de brahiterapie ale tumorilor. Pentru ablația radioterapiei țesuturilor care absorb iodul (cum ar fi tiroida) sau care absorb un radiofarmaceutic care conține iod, beta-emițătorul iod-131 este izotopul preferat.
125I este produs de dezintegrarea de captare a electronilor de 125Xe, care este un izotop artificial al xenonului, el însuși creat prin captarea neutronică a 124Xe stabil, care apare în mod natural cu o abundență de aproximativ 0,1%. Datorită rutei artificiale de producție de 125I și a timpului său scurt de înjumătățire, abundența sa naturală pe Pământ este efectiv zero.